# Фонд Хованского
Фонд Хова́нского (Фонд поддержки преподавателей «Филологические записки» А. Х.) — благотворительная педагогическая организация, основанная в 1899 году и прекратившая своё существование в 1917 году; возрождена 5 ноября 2009 года, финансируется за счёт личных средств учредителей и пожертвований граждан, компаний и организаций; является одним из старейших гражданских некоммерческих объединений в России.

## Девиз
Девизом Фонда служат слова А. А. Хованского: 

Сокровище знания неистощимо; оно имеет ещё и ту особенность, что раздающий его и сам не лишается его; мало того: здесь даяние есть приобретение — с поднятием уровня общественного образования поднимается и тот, кто споспешествует ему.

## Миссия
Миссия Фонда: просвещение как средство модернизации общества. Организация Фонда — это ответ на актуальные общественные запросы: в условиях социально ориентированной экономики меценатство не было востребованным, но с ростом имущественного расслоения нужны механизмы для осуществления социального партнёрства. Мероприятия Фонда позволяют людям более успешным в бизнесе оказывать поддержку успешным в науке и образовании.

## Задачи и деятельность
Фонд ставит своей главной задачей определение по результатам специального конкурса «Живое слово» лучших учителей русского языка и истории с целью оказания материальной поддержки лауреатам. Другим важнейшим направлением в деятельности Фонда является учреждение специальной именной редакторской премии.
Фонд осуществляет издательскую, научную и просветительскую деятельность в области сравнительно-исторического языкознания, философии, сравнительной мифологии, краеведения, народной и социальной психологии, психолингвистики, семиотики и символической политики.

### Свободная гуманитарная академия
В ноябре 2013 года при поддержке Фонда была учреждена Свободная гуманитарная академия, представляющая собой межвузовское научно-исследовательское объединение философов — сотрудников философских кафедр воронежских университетов. Деятельность СГА состоит в организации ежемесячных обсуждений докладов её участников, а также в проведении международных конференций, посвященных аналитической философии, под руководством доцента ВГМА, к.филос.н. И.Г. Гаспарова. Впоследствии из объединения выделилось  независимое направление — Философско-богословские чтения.

### Региональная научно-педагогическая школа
Одной из ключевых задач деятельности Фонда стала реконструкция региональной научно-педагогической школы. К 100-летию ВГУ под эгидой Фонда и в сотрудничестве с кафедрой педагогики и психологии ВГУ состоялась международная научно-практическая конференция «Воронежская педагогическая школа: опыт прошлого — вызовы современности», результатом которой стала монография «Воронежская педагогическая школа: дидактическая реконструкция», а так же документальный научно-популярный фильм «Воронежская педагогическая школа. Истоки.»

## История
В одной из своих последних работ «Живое слово и живые факты» А. А. Хованский написал:

В заключение считаем нелишним высказать одно пожелание: если будет у нас появляться больше и больше преподавателей энергичных и вполне владеющих живым словом, увлекательным рассказом по русскому языку и словесности, то и в поощрение другим таковых нужно привлекать и удерживать для более продолжительной служебной деятельности на пользу науки и просвещения и вознаграждать их за труды усиленным окладомъ, какой назначается для заслуженных наставников. Только подобной мерой, конечно, можно привлечь больший контингент лучших преподавателей. Быть может, у нас не много найдется преподавателей, владеющих живым словом, но нет сомнения, что по требованию практики одни появятся, другие выработаются сами собой.

Идея увековечить память редактора-издателя «Филологических Записок» Алексея Андреевича Хованского, умершего 29 января 1899 года, учреждением фонда и премии его имени возникла у его почитателей; на эту инициативу откликнулись многие воронежцы.

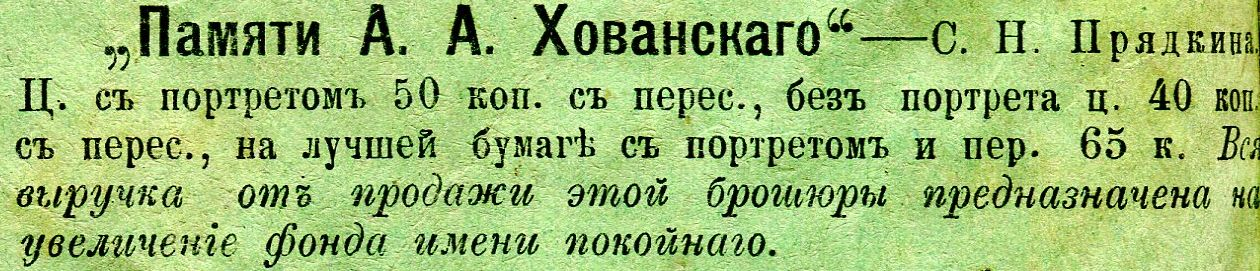
Памяти А. А. Хованского, 1899

В 1917 году, с началом революционных событий, Фонд прекратил своё существование. 5 ноября 2009 года Фонд Хованского был возрождён. 
3 октября 2014 года состоялась международная научно-практическая конференция «Сопоставительная и славянская филология: история, состояние, перспективы», организованная Фондом на базе ВГУ и посвященная 200-летнему юбилею первого редактора-издателя «Филологических записок». По результатам конференции вышел в свет юбилейный выпуск, составленный из статей, тематически соответствующим разделам дореволюционного журнала: по теории и философии языка, лингвокультурологии и культуре речи, педагогике и методикам преподавания, славяноведению, литературоведению и искусствоведению.  В публикациях сборника приняли участие 17 докторов наук, среди которых член-корреспондент РАН В. М. Алпатов, С. Г. Тер-Минасова, З. Д. Попова, И. А. Стернин, Л. М. Кольцова, Г. Ф. Ковалев, Н. Ф. Алефиренко, Н. Г. Сичинава, академик ПАНИ Л. А. Константинова, академик РАЕН  М. Р. Желтухина и др., 34 кандидата наук, 7 аспирантов, 3 магистранта и один независимый исследователь.

## Отличительные награды

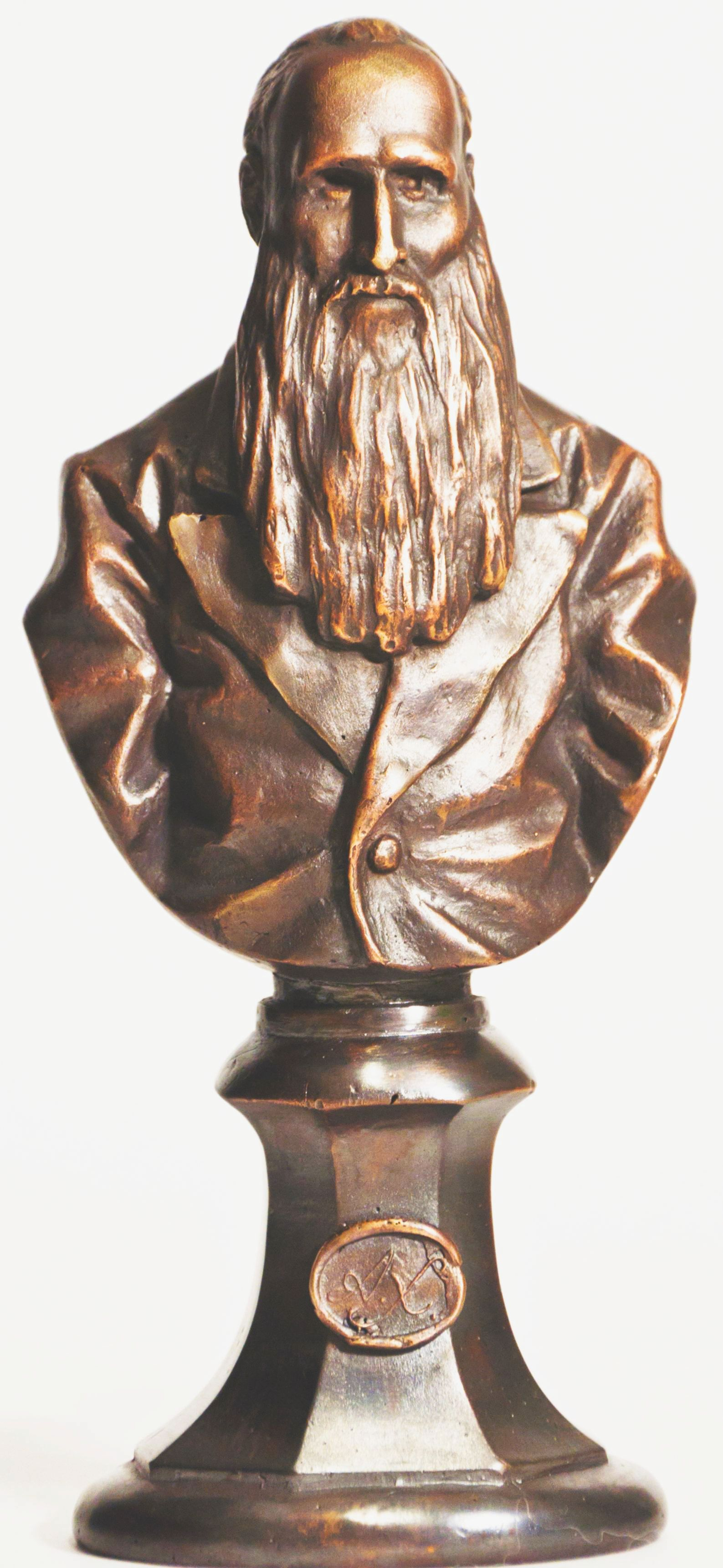
Статуэтка Хованского

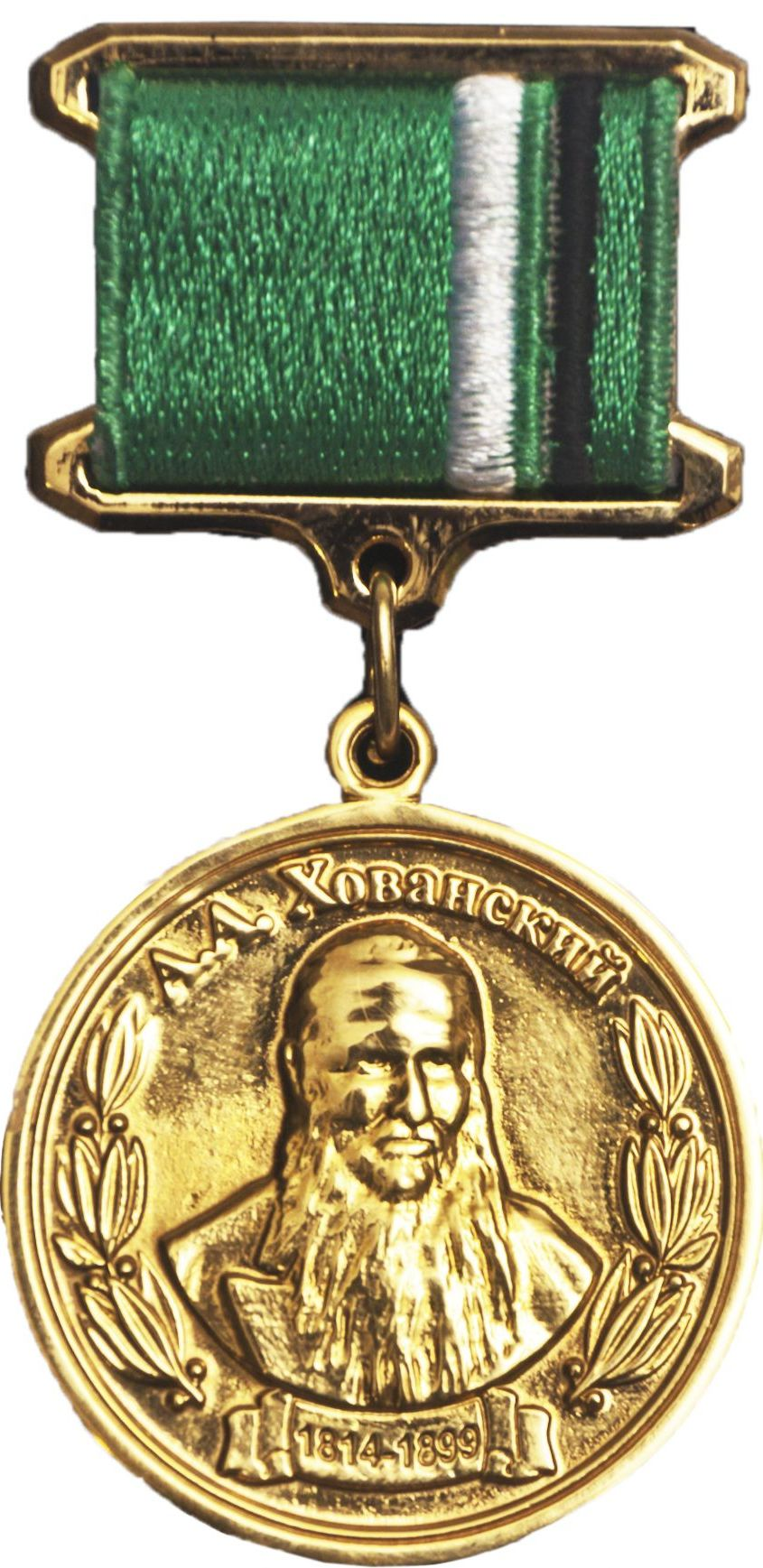
Медаль Хованского

В ознаменование 200-летнего юбилея Алексея Хованского Фонд учредил отличительные награды: медаль «Живое Слово» — для персонального награждения учителей и статуэтку — для педагогических и творческих коллективов.

### Статуэтка А. А. Хованского
Дизайн и сама статуэтка были созданы известным воронежским скульптором Максимом Дикуновым в двух вариантах: для педагогических коллективов и для редакторов изданий. В творческом процессе статуэтка получила название «Алексий». Первым из награждённых статуэткой А. Хованского стал педагогический коллектив кафедры литературы, русского и иностранных языков Воронежского областного института повышения квалификации и переподготовки работников образования (ВОИПКиПРО), возглавляемой Корниенко Н. Г.
В 2021, в год  160-летия «Филологических записок» и 90-летия журнала «Подъём», Попечительский совет фонда принял решение о вручении профессиональной отличительной награды  Щёлокову Ивану Александровичу, редактору журнала «Подъём».

### Медаль «ЖИВОЕ СЛОВО»
Медаль имеет форму круга диаметром 32 мм с выпуклым бортиком с обеих сторон. На лицевой стороне медали — анфасное изображение портрета А.А. Хованского, окруженное лавровым венком с лентой, на которой – даты жизни; вверху – надпись «А.А. Хованский». На оборотной стороне медали, в центре, — рельефное изображение книги в лучезарном сиянии; на странице – номер степени; внизу надпись «ЖИВОЕ СЛОВО» – название педагогической методики.
Медалью Хованского «ЖИВОЕ СЛОВО» награждаются российские граждане и иностранцы за существенные достижения в области педагогики и просвещения, языкознания, литературы и истории, за совершенствование методов обучения и воспитания подрастающего поколения, культурного и духовного развития личности. В числе лауреатов награды: член-корреспондент РАН В. М. Алпатов, действительный член РАО А. А. Вербицкий, член-корреспондент РАО В. В. Сериков, член Президентского совета по русскому языку Л. М. Кольцова, С. Г. Тер-Минасова, З. Д. Попова, И. А. Стернин,  Г. Ф. Ковалев, Н. Ф. Алефиренко, И. Ф. Бережная, М. Д. Карпачев,  Э. П. Комарова, О. А. Платонов  и др.

### Статуэтка протодиакона Г. Наумова
Специальным решением Попечительского совета Фонда в юбилейный год А. А. Хованского, происходившего из сословия священнослужителей, а именно, из диаконской семьи, была учреждена гражданская награда для церковных диаконов, отличившихся в организации приходских литургических песнопений.
Прототипом для статуэтки стал образ великого протодиакона Георгия Наумова, представителя «Золотого фонда Воронежской области».  Первым обладателем статуэтки, выполненной скульптором Павлом Храмовым, стал протодиакон Александр Палий, клирик воронежского кафедрального Благовещенского собора. Торжественная церемония вручения первой награды состоялась 11 октября 2014 года перед началом концерта в Воронеже Патриаршего хора храма Христа Спасителя, под руководством И. Б. Толкачева .

## Публикации Фонда

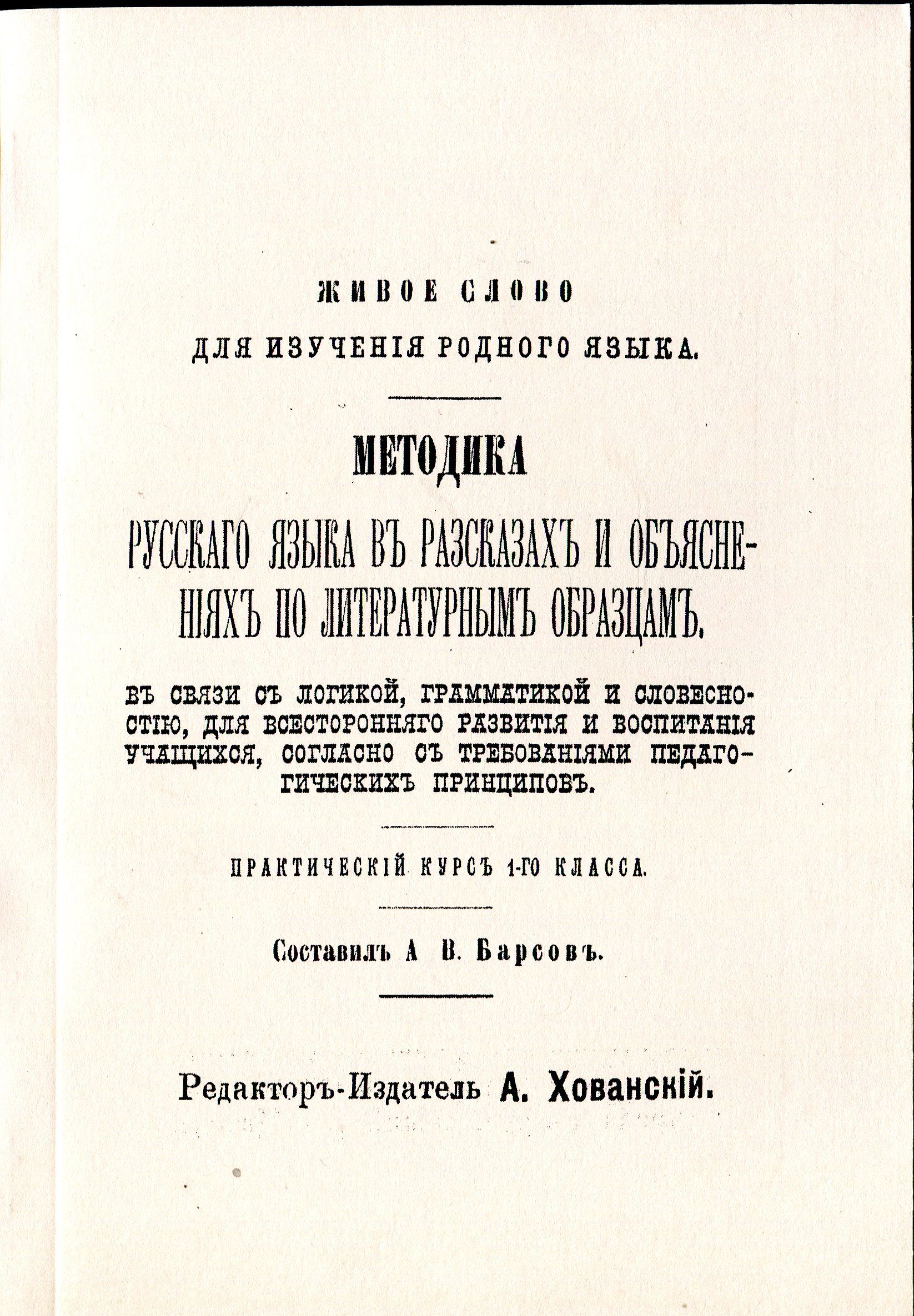
Отдельное издание методики «Живое слово»

### Репринты
- Барсов А. Живое слово для изучения русского языка // ред. А. Хованский. Воронеж, 1889.
- Барсов А. Приложение сведений из логики к чтению и писанию сочинений // ред. А. Хованский. Воронеж, 1890.
- Барсов А. Хрестоматия к методике «Живое слово» // ред. А. Хованский. Воронеж, 1897.
- Стефановский И. Теория словесности // ред. А. Хованский. Воронеж, 1898.
- Онтология словесности / Сборник статей под ред. А. Хованского // Воронеж, 1860-1899.
- Хрестоматия мифа / Сборник статей под ред. А. Хованского в 2-х томах // Воронеж, 1860-1899.
- Славянский вестник / Сборник статей под ред. А. Хованского в 3-х томах // Воронеж, 1866-1885.

### Новеллы
- Сопоставительная и славянская филология: история, состояние, перспективы // Материалы международной научно-практической конференции, посвященной 200-летнему юбилею А.А. Хованского. — Воронеж: Кварта. — 2014. — 425 с
- 30 мая 2014 года, в «Перекрёстный год культур Великобритании и России», вышел в свет сборник эссе «The Semiotic Cycle: Signs of a Woman in Love», посвященный общим аспектам британской и российской геральдики и символики[7].
- Славянский вестник: история и перспективы // Материалы международной научно-практической конференции, посвященной 150-летию сборника «Славянский вестник». — Воронеж: Кварта, 2016. — 224 с.[8]
- Воронежская педагогическая школа: дидактическая реконструкция : коллективная монография / Отв. ред. А. И. Лазарев. — Воронеж : Кварта, 2018. — 342 с. ISBN 978-5-89609-545-3
- Лазарев А. И. Филологический релятивизм: суппозиции и полисемия, контекстуализм и актуальное значение слова // Журнал филологических исследований, 2019. — Т.4. — №4. — С. 2-12.
- Язык, мышление, цифровизация: к 160-летию журнала «Филологические записки»  : сборник статей международной научно-практической конференции / Отв. ред. А. И. Лазарев. — Воронеж : Издательско-полиграфический центр «Научная книга», 2021. — 342 с. — ISBN 978-5-4446-1598-0
- Лазарев А. И. Славянский топос и славянский локус // Межславянские культурные связи: результаты и перспективы исследований / Отв. редактор Л.Н. Будагова. — М.: Институт славяноведения РАН, 2021. — С. 343-356.
- Лазарев А. И. Миф об основном мифе / Социология в трудах Н. И. Кареева: сборник к 170-летию Н. И. Кареева: по материалам конференции Герценовского университета. — СПб., 2022. — С. 359-371.
- Лазарев А. И. Русофобия как способ легитимации мизантропии и шаг к посттолерантности // Журнал социологических исследований, 2022. — Т. 7. — № 2. — С. 25-32.
- Лазарев А.И. Социальная идея и национализм: социологический аспект национальной идеологии // Журнал социологических исследований, 2023. —  Т. 8. — № 2. — С. 25-36.

### Приложение «Кирилл и Мефодий: от Ѣ до Ё»
С начала 2020 года Фонд осуществляет активную разработку приложения для облегчения понимания церковнославянского языка носителями русского. Функция приложения состоит в объяснении сложностей богослужебных текстов и их сопровождение параллельным переводом на русский язык. Приложение разработано на базе методики «Живое слово» и воплощает в цифровой форме наследие педагогов XIX века в области интеллектуального и нравственного развития с помощью литургических поэтических текстов.Приложение представляет собой результат многолетней работы воронежских педагогов, ориентированной на модернизацию региональной педагогической школы.

### Декалингвы Давидовича
29 мая 2015 года под эгидой Фонда вышел в свет первый сборник афоризмов «JE SUIS DAVIDOWITZ» из цикла «Декалингвы Давидовича», включивший в себя переводы афоризмов с русского на 10 языков мира, входящих в состав четырех языковых семей (индоевропейская, афразийская, финно-угорская, сино-кавказская), среди которых: фарси, хинди, иврит, греческий, итальянский, испанский, армянский, грузинский, польский, венгерский. В октябре 2015 года сборник был представлен на международной книжной ярмарке во Франкфурте-на-Майне — «Frankfurter Buchmesse».
В декабре 2015 года в продолжение цикла вышел в свет сборник афоризмов «Культурный календарь Давидовича» на языках стран Содружества, включая грузинский и украинский, в работе над которым приняли участие педагоги ведущих столичных университетов СНГ.
В октябре 2016 вышел в свет ещё один сборник из цикла декалингв «Давидовичъ — любомудръ словѣнский» на всех славянских языках, среди которых белорусский, украинский, польский, словацкий, кашубский, верхне- и нижнелужицкие, чешский, словенский, болгарский, македонский и сербский. Сборник афоризмов, переведенных на все славянские языки, посвящен 150-летию сборника «Славянский вестник», основанного А. А. Хованским в 1866 году накануне первого Московского Славянского съезда (1867).

## Любопытные факты
- Фонд Хованского (1899) был основан на год раньше, чем Фонд Нобеля (1900).